# Mitsubishi Heavy Industries
Mitsubishi Heavy Industries, Ltd (яп. 三菱重工業株式会社 Мицубиси дзю:ко:гё: кабусики-гайся, MHI) — японская компания, входит в Mitsubishi Group. Штаб-квартира — в Токио. Компания занимает 273-е место в Fortune Global 500 за 2011 год. Появилась в 1934 году в результате слияния авиастроительной и судостроительной ветвей Mitsubishi.

## История
Группировка японских чиновников в 1868 году привела к власти 15-летнего императора Муцухито. После переворота феодальные сословия были упразднены, а страна взяла курс на индустриализацию.
Компания Mitsubishi Heavy Industries, Ltd была основана Ивасаки Ятаро. Подростком он устроился в судовладельческую торговую компанию, принадлежавшую другому самурайскому клану — Тоса.
Ивасаки Ятаро зарекомендовал себя хорошим менеджером.
В те времена государство строило крупные и капиталоемкие предприятия, которые затем за бесценок сдавались в аренду или продавались наиболее перспективным торгово-промышленным компаниям.
Протекционистская политика государства помогла торгово-финансовым семейным компаниям превратиться в крупные промышленные концерны — дзайбацу.
Ивасаки создал Mitsubishi, которая вскоре стала одной из самых крупных корпораций, в сферу интересов которой входили очень многие отрасли — от нефтепереработки до легкой промышленности.
Ивасаки использовал в эмблеме Mitsubishi геральдику Тоса. На семейном гербе Ивасаки значились три ромба один над другим, а на гербе Тоса — дубовые листья. При создании эмблемы Ивасаки взял дубовый лист в качестве основы композиции. Так появились три ромбика в форме трилистника. По замыслу основателя эмблема должна была символизировать три принципа компании: ответственность перед обществом, честность, а также открытость для международного сотрудничества. Таким образом, из слияния фамильных гербов основателей возникла торговая марка Mitsubishi (буквально «три алмаза»).
К 1893 году в состав компании входили подразделения, занимавшиеся строительством судов, нефтедобычей, металлургией, производством двигателей внутреннего сгорания. Выпускник Пенсильванского университета сын Ятаро — Хисая — решил освоить новые рынки и открыл банковское подразделение, департаменты по торговле недвижимостью и страхованию, а также пивоваренный завод. Хисая реформировал и управление компанией, объединив все подразделения в единый холдинг Mitsubishi Ltd.
Япония в 1894 году начала войны со своими соседями — Кореей и Китаем, а в 1904 году — с Россией. Цель этих войн состояла в захвате новых территорий и их колонизации.
Строительство армии и флота было главной задачей японской администрации, и самурайские холдинги, в том числе и Mitsubishi, приняли самое деятельное участие в этом строительстве.
В первой мировой войне Япония участвовала на стороне Антанты. Воспользовавшись тем, что европейские страны и США были заняты войной в Европе, Япония «под шумок» расширила колониальные владения в Китае и Корее и продолжила наращивать свой военный потенциал.
Концерн Mitsubishi действовал вполне в духе времени — компания занялась авиацией и автомобилестроением. В начале XX века автомобилестроение в Японии считалась не слишком привлекательной для инвестиций отраслью: местные компании пробовали собирать автомобили вручную, но они получались слишком дорогими и не находили покупателей.
Ещё в начале XX века Mitsubishi превратилась в огромную фирму, которая вплоть до окончания Второй мировой войны принадлежала одной семье.
Много лет компания безоговорочно поддерживала политику японского правительства, превратившись в одну из самых влиятельных компаний страны.
В 1930-е Mitsubishi стала вторым по величине дзайбацу после Mitsui. Третье и четвёртое место заняли Yasuda и Sumitomo.
Mitsubishi Heavy Industries, Ltd стало главным подрядчиком японских вооруженных сил. Mitsubishi выпускала боевые корабли и самолеты, в том числе знаменитый «Зеро» — основной ударный самолет Японии во время второй мировой войны.
После начала японской агрессии в Юго-Восточной Азии дзайбацу получили бесконтрольный доступ к ресурсам оккупированных стран. В годы второй мировой войны в холдинг Mitsubishi входило около 200 компаний.
После поражения в войне Японию оккупировали войска США. Победители в принудительном порядке начали дробить дзайбацу, составлявшие основу военно-промышленной мощи Японии. Крупные концерны разбили на десятки мелких компаний, головные компании распустили, а принадлежавшие им акции и другие ценные бумаги продали служащим компаний.
После капитуляции Японии холдинг был раздроблен на десятки мелких компаний.
Основательно потрепанная Mitsubishi училась жить в новых условиях. Так, компания Mitsubishi Motors в конце 1940-х начала выпускать мотороллеры и лёгкие трёхколесные автомобили, а затем автобусы, грузовики и пикапы. В 50-е годы компания наладила экспорт в Европу лёгких и средних грузовиков. Таким образом, через 80 лет после своего создания компания действительно стала открытой для международного сотрудничества.
Сегодня холдинг вновь стремится к объединению. Осколки былой империи образовали своего рода содружество Mitsubishi Group. В группе нет головной компании (её создание по-прежнему запрещено законом), но это не мешает президентам фирм, входящих в группу, согласовывать основные направления коммерческой деятельности. Неформальный совет президентов получил название Mitsubishi Kinyokai — «Пятничный клуб». Членами этого клуба являются руководители 28 компаний Mitsubishi Group, которые встречаются неформально за ланчем во вторую пятницу каждого месяца.
«Пятничный клуб» не имеет юридической силы, официально он занимается лишь вопросами благотворительности и определением «общей философии» группы. На самом деле клуб периодически сглаживает острые углы — этим ему приходится заниматься, когда интересы компаний пересекаются на рынке. Впрочем, эта сторона деятельности клуба не особо афишируется.
Компании группы сохраняют некоторую «родственность», поскольку имеют общих акционеров: акции «большой» Mitsubishi после второй мировой войны были распределены между служащими и с тех пор вот уже почти полвека передаются от отца к сыну, не покидая пределы семей.

### Хронология
- 1835 г. — в бедной самурайской семье родился будущий основатель концерна Mitsubishi Ятаро Ивасаки;
- 1870 г. — Ятаро арендовал три парохода у своего работодателя для создания собственной фирмы Tsukumo;
- 1874 г. — Ятаро предоставил свои суда для отправки на Тайвань военного экспедиционного корпуса, за что правительство передало ему по сниженным ценам несколько судов. В результате через несколько месяцев флотилия Ивасаки насчитывала уже 30 кораблей;
- 1875 г. — Ятаро переименовал компанию в Mitsubishi Commercial Company (Mitsubishi по-японски означает «три алмаза» — именно их символизируют ромбы на семейном клановом гербе Ивасаки);
- 1880 г. — принятие закона, по которому началась продажа и сдача в аренду «образцовых предприятий» частным компаниям (Mitsui, Mitsubishi, Kawasaki и другим);
- 1884 г. — к Mitsubishi перешла самая большая судостроительная верфь в Нагасаки (в том же году с неё сошел первый в Японии стальной пароход), серебряные рудники Икуно и угольные шахты на острове Хоккайдо;
- 1885 г. — смерть Ятаро Ивасаки, руководство компанией перешло к его брату Яносукэ;
- 1890 г. — Яносукэ за $1 млн купил у государства 35 га заброшенной земли неподалёку от императорского дворца, сегодня этот пустырь превратился в самый престижный деловой квартал Токио — Маруноути, а стоимость купленной Яносукэ земли сейчас составляет миллиарды долларов;
- 1893 г. — пост президента компании перешел к сыну Ятаро — Хисае;
- 1916 г. — холдинг возглавил Коята Ивасаки (сын Яносукэ Ивасаки);
- 1917 г. — Mitsubishi выпустила первый автомобиль конвейерной сборки — «Модель А» (которая очень походила на автомобиль Форда), однако через четыре года прекратила выпуск «легковушек» по причине низкого спроса;
- 1921 г. — Mitsubishi произвела первый истребитель морского базирования «Тип 10». А через несколько лет самолеты разных классов, выпущенные Mitsubishi, составили основу японской военной авиации;
- 1923 г. — Mitsubishi начала выпускать тяжелые грузовики, которые были сразу же востребованы японской армией;
- 1934 г. — в результате слияния авиастроительной и кораблестроительной ветвей появилась группа Mitsubishi Heavy Industry;
- 1945 г. — глава холдинга Mitsubishi Коята Ивасаки выступил с миролюбивыми заявлениями. «Многие американцы и британцы — наши деловые партнеры. У нас были общие проекты. Если наступит мир, мы должны стать добрыми друзьями», — заявил он;
- 1945 г. — Ивасаки в том же году продал около половины акций холдинга частным инвесторам, семья Ивасаки навсегда утратила абсолютный контроль над Mitsubishi;
- 1946 г. — холдинг был разбит на 44 независимые компании. Самые крупные из них — Tokyo-Mitsubishi Bank, Mitsubishi Motors, Mitsubishi Electric и торговый дом Mitsubishi Corporation (все они сегодня входят в список Fortune-500). Среди прочих осколков бывшей империи Mitsubishi — компании Nikon Cameras, Kirin Breweries и Asahi Glass;
- 1947 г. — под давлением оккупационных властей в Японии были приняты закон о запрещении монополий и обеспечении справедливых сделок и закон о запрещении концентрации чрезмерной экономической мощи. Эти законы не позволяли воссоздавать головные компании раздробленных холдингов и запрещали компаниям владеть более чем 25 % акций других компаний. Так американцы надеялись воспрепятствовать возрождению крупных концернов.
- 1952 г. — окончание американской оккупации, контроль над бывшими монополиями в Японии слегка ослаб;
- 1964 г. — слились три компании, на которые была разбита Mitsubishi Heavy Industry.

### Продукты
- Котлы для электростанций на ископаемом топливе
- Паровые турбины
- Турбины ветряные
- Дизельные Двигатели
- Топливные элементы
- Нефтяные танкеры
- Танкеры для перевозки сжиженного газа
- Круизные лайнеры
- Ракеты и космические корабли
- Торпеды
- Оборудование для опреснения воды
- Кондиционеры
- Военные корабли
  - Эскадренные миноносцы типа «Хатакадзэ»
  - Подводные лодки типа «Харусио»
  - Эскадренные миноносцы типа «Атаго»
  - Эскадренные миноносцы типа «Таканами»
  - Эскадренные миноносцы типа «Татикадзэ»
  - Подводные лодки типа «Сорю»
  - Подводные лодки типа «Оясио»
  - Эскадренные миноносцы типа «Конго»

## Деятельность
- Аэрокосмические системы
- Судостроение
- Металлоконструкции

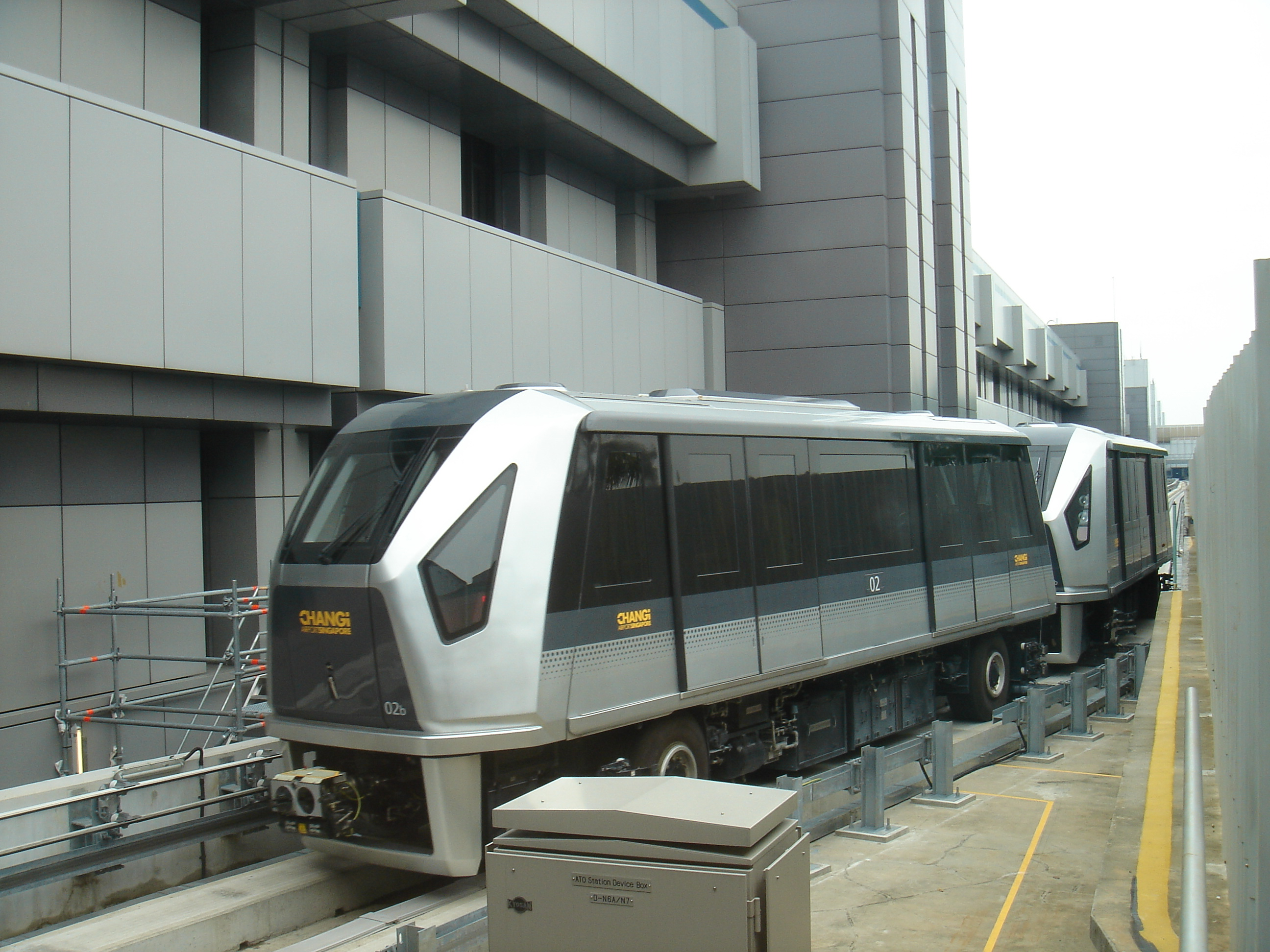
Лёгкий поезд — Crystal Mover

- Энергетические системы и автомобильные аккумуляторы
- Турбокомпрессоры
- Машины
- Грузоподъёмники
- Танки
- Ветряные турбины
- Кондиционеры Термобилдинг
- Бумажные и печатные машины.
- Станки
- Легкорельсовый транспорт для метро ROTEM — MTR

### Системы ядерной энергетики
Ядерное подразделение Mitsubishi Heavy Industries имеет заводы в Кобэ, Йокогаме, Канагаве, Такасаго, Хёго, а также управляет заводом-изготовителем ядерного топлива.
Mitsubishi Heavy Industries также построил «Мицубиси APWR», который по состоянию на июль 2007 года был отобран для использования в двух участках в Японии и Соединенных Штатах.
«Мицубиси APWR» — это усовершенствованный водный реактор — третье поколение ядерных реакторов, построенных Мицубиси.
Mitsubishi Heavy Industries также подписал меморандум о понимании с Areva для учреждения совместного предприятия для их следующего реакторного проекта.
Mitsubishi Heavy Industries был также отобран как основная компания для развития нового поколения реакторов FBR японским правительством.

### Космические системы
Как ведущая компания космической промышленности Японии, Mitsubishi Heavy Industries, Ltd (MHI) была занята в развитии и производстве широкого разнообразия космических продуктов и таким образом внесла свой вклад в продвижение Японии, ориентируемой на технологию нации, через её передовые технологии.
26 января 2022 г. с космодрома Танегасима компанией был запущен разведывательный спутник «Радар 7».
27 сентября 2024 г. компания осуществила запуск ракеты-носителя H2A со спутником для сбора информации. Правительственный разведывательный спутник предназначен для наблюдения за поверхностью Земли в интересах национальной безопасности и оценки ущерба после масштабных катастроф.

### Авиастроение
Авиастроением фирма занялась в 1918 году, когда инженер компании Кумэдзо Ито был отправлен во Францию для изучения роли авиации в Первой мировой войне. 1920 году было зарегистрировано первое авиационное подразделение фирмы: «Мицубиси найнэнки сэйдзо кабусикигайся» («Мицубиси — двигатели внутреннего сгорания») с заводом в Кобе.
В 1922 году авиационное производство было перенесено к югу от Нагои. Здесь компания стала быстро развиваться и в 1928 году приобрела независимость и новое название — «Мицубиси кокуки кабусикигайся» («Авиафирма Мицубиси»). Однако период независимости продлился недолго, и уже в 1934 году все производства «Мицубиси» слились в одну фирму: «Мицубиси дзюкогё кабусикигайся» («Мицубиси — тяжёлая промышленность»). С этим названием фирму застало начало Второй мировой войны.
В течение войны основные заводы Мицубиси группировались вокруг Нагои. Сборочные линии были в городах Нацуно, Такаока, Судзука, Кагамигахара, Инами, Обу, Цу, Окаяма, Явата, Ёккаити, Нарио, Мицусима и Кумамото; двигателестроительные производства в Киото, Сидзуока, Нагано, Хиросима, Огаки, Фукуи, Коромо и Ниигата.
Все заводы были объединены в шесть самолётостроительных и 11 двигателестроительных производств, которые выпускали соответственно:
- Самолётостроительные:

Завод № 1 — Ки 21, Ки 83, А7М, J8М и опытные самолеты
Завод № 3 — G4М, J2М, А6М
Завод № 5 — Ки 67, Ки 83
Завод № 7 — G4М, N1К2-J
Завод № 9 — Ки 67
Завод № 11 — Ки 46
- Двигателестроительные:

Завод № 2 — выпускал На 104, На 43, Не 230
Завод № 4 — На 102, На 43
Завод № 6 — На 112, Кинсей
Завод № 8 — МК4
Завод № 10 — узлы
Завод № 12 — узлы
Завод № 14 — узлы
Завод № 16 — На 104, На 214-Ru
Завод № 18 — На 43
Завод № 20 — На 102
Завод № 22 — узлы
Ведущими конструкторами компании на тот момент были Дзиро Хорикоси, Киро Хонэ, Томмо Кубо, Нобухико Хисабакэ, Одзава, Наката, Киро Такахаси, Ёситоси Сонэ, Ёдзи Хаттори.
Основными разработками в предвоенный и военный период являлись:
Истребители:
- Mitsubishi A5M
- Mitsubishi A6M Zero
- Mitsubishi J2M Raiden

Бомбардировщики:
- Mitsubishi G3M
- Mitsubishi G4M
- Mitsubishi Ki-21
- Mitsubishi Ki-67 Hiryu

Разведывательные самолёты:
- Mitsubishi Ki-15
- Mitsubishi Ki-46

После окончания войны в 1946 году под давлением союзников держательская компания «Мицубиси хонся» была реорганизована. Вместо одной компании появилось 44 независимые фирмы. В 2005 г. объединилась с кэйрэцу Санва.

## Оружие и военная техника

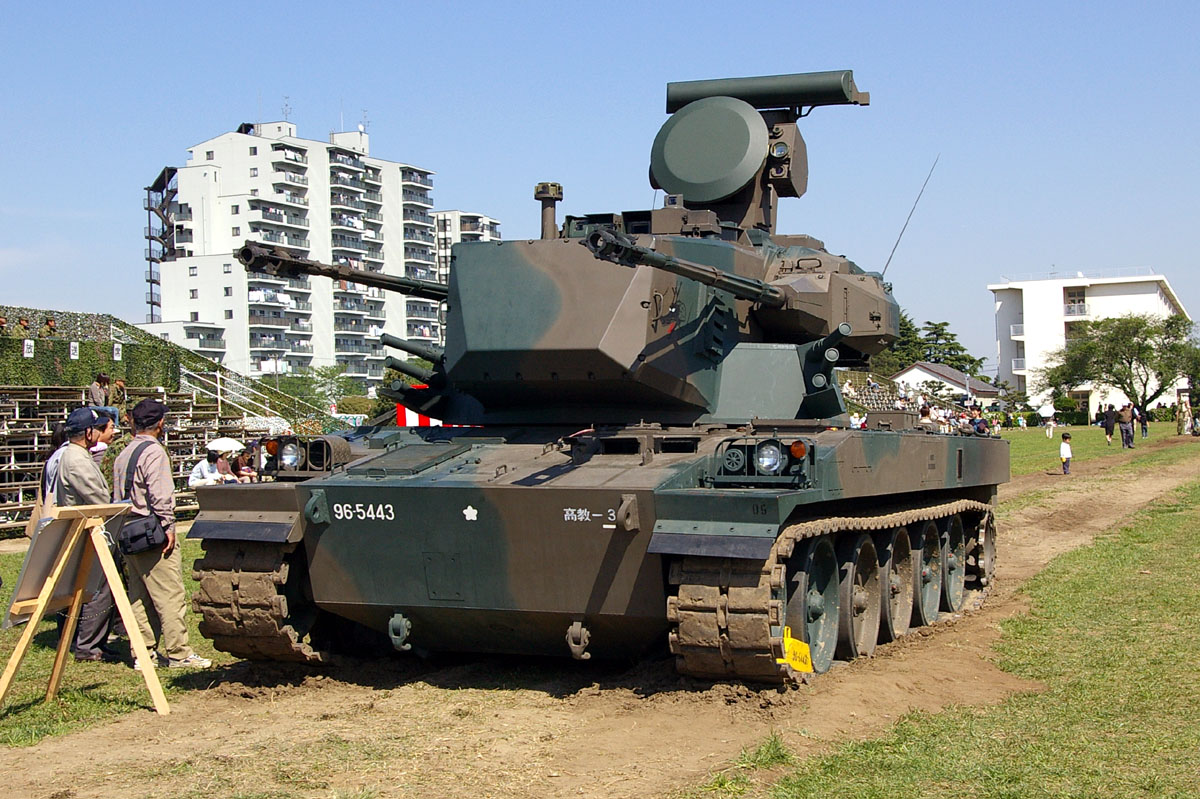
Зенитная самоходная установка Тип 87 SPAAG

Помимо разработки и производства основной военной продукции в виде кораблей, подводных лодок и самолётов, компания разрабатывает и выпускает иные виды военной техники.
Так, Mitsubishi Heavy Industries разработала и производит береговой противокорабельный ракетный комплекс SSM-1 (Type-88) — принят на вооружение в 1988 г, и с 1994 года ведёт разработку нового комплекса.
Компания занимается производством танков. Компания разработала и производила с 1975 по 1988 год танк Тип 74, танк Тип 90 (выпускался с 1992 по 2012 год), и в настоящее время производит поступивший на вооружение с 2012 года танк Тип 10.
C 1988 по 2010 год компания MHI построила по лицензии американской компании Sikorsky 225 вертолётов серии H-60 для ВВС Японии. В это число входят армейский UH-60JA, а также противолодочные вертолёты SH-60J/K. В 2010 году компания выиграла тендер на производство ещё 40 вертолётов.
Компания выпускала в 1973—1990 годах всё ещё стоящий на вооружении бронетранспортёр Тип 73.
С 1975 года и по настоящее время компания выпускает бронированную самоходную гаубицу Тип 75.
С 1987 года компания производит зенитную самоходную установку Тип 87 SPAAG.

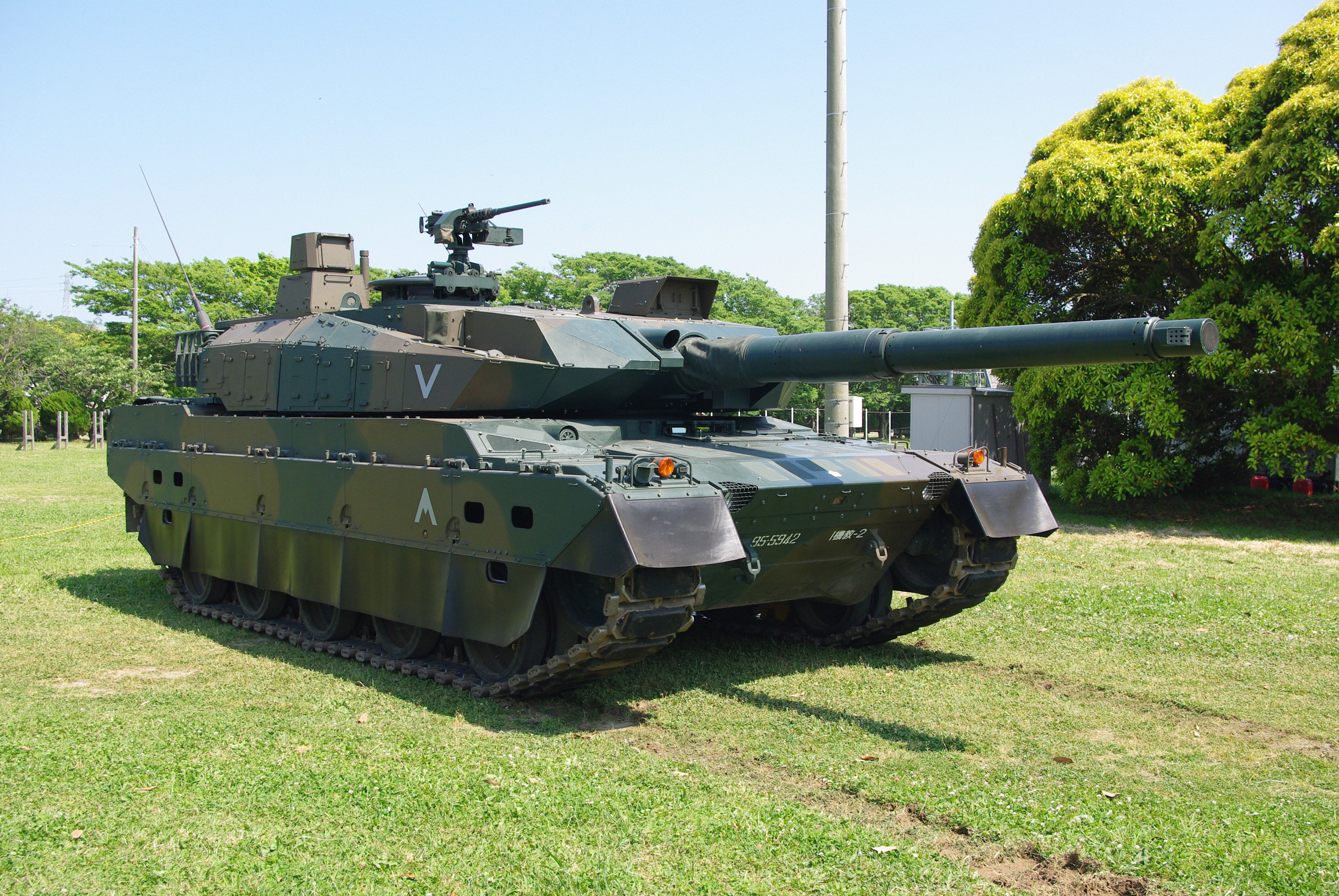
Танк Тип 10 выпускающийся компанией с 2012 года
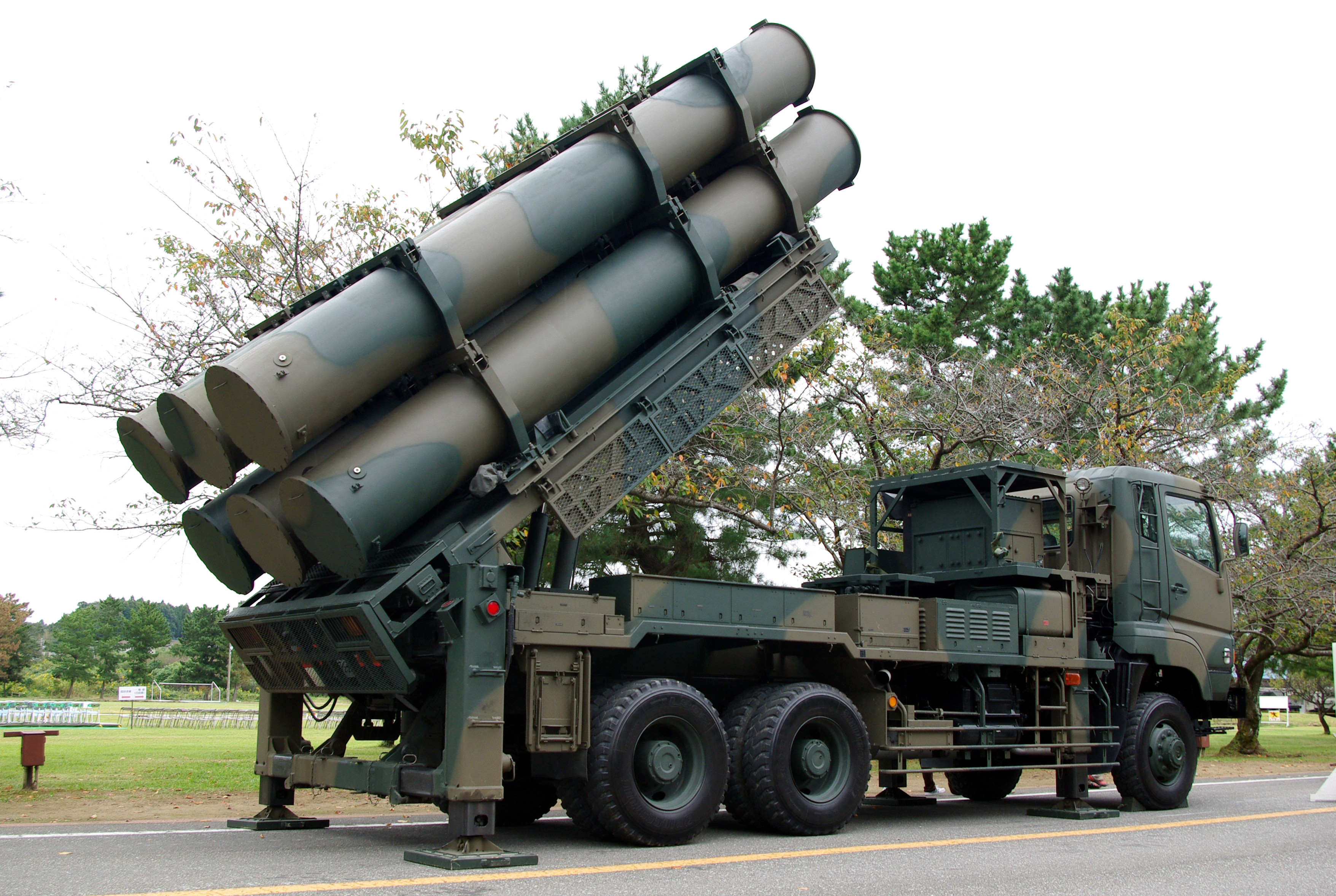
Ракетный комплекс SSM-1 Type-88
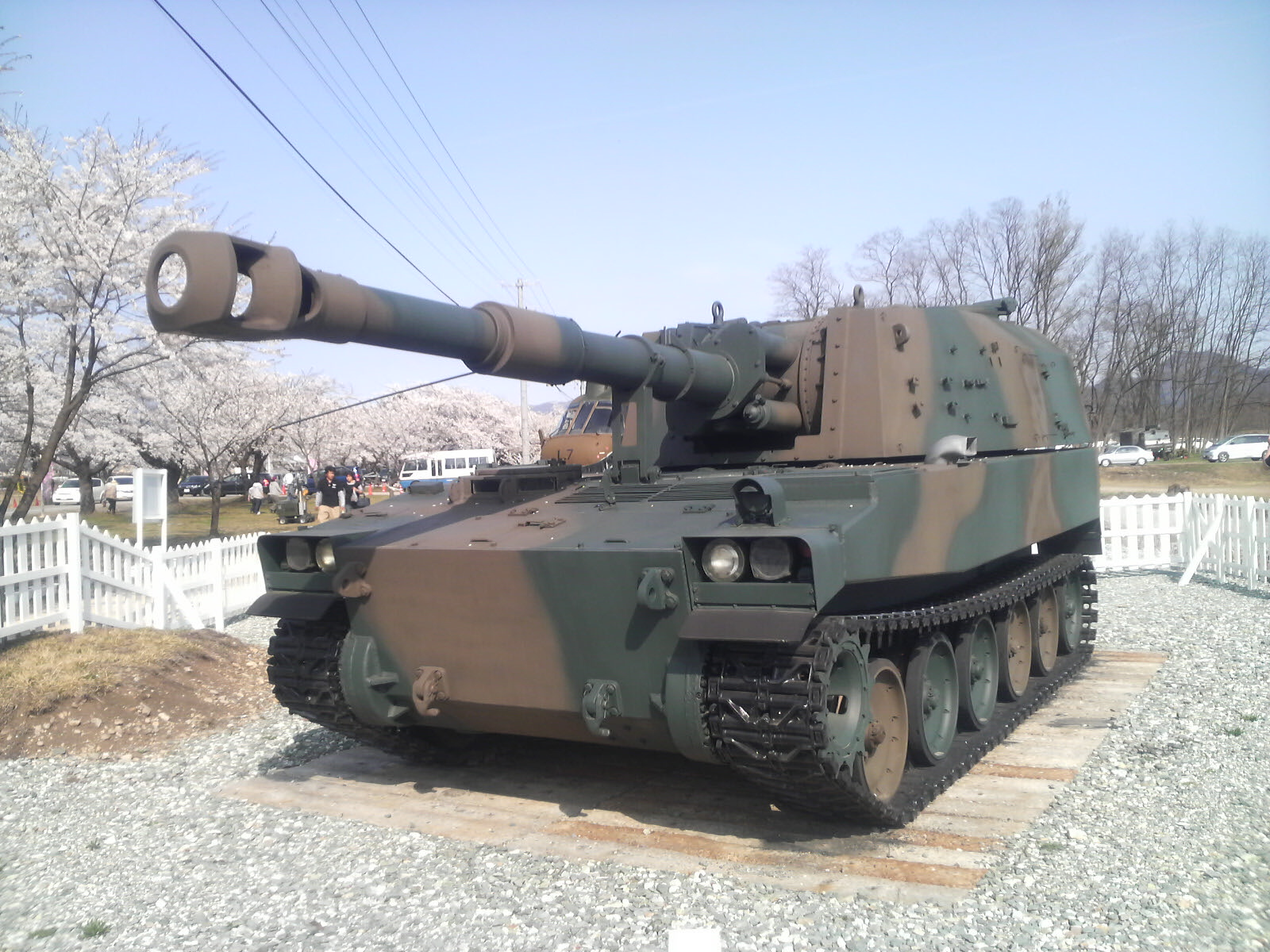
Самоходная гаубица Тип 75
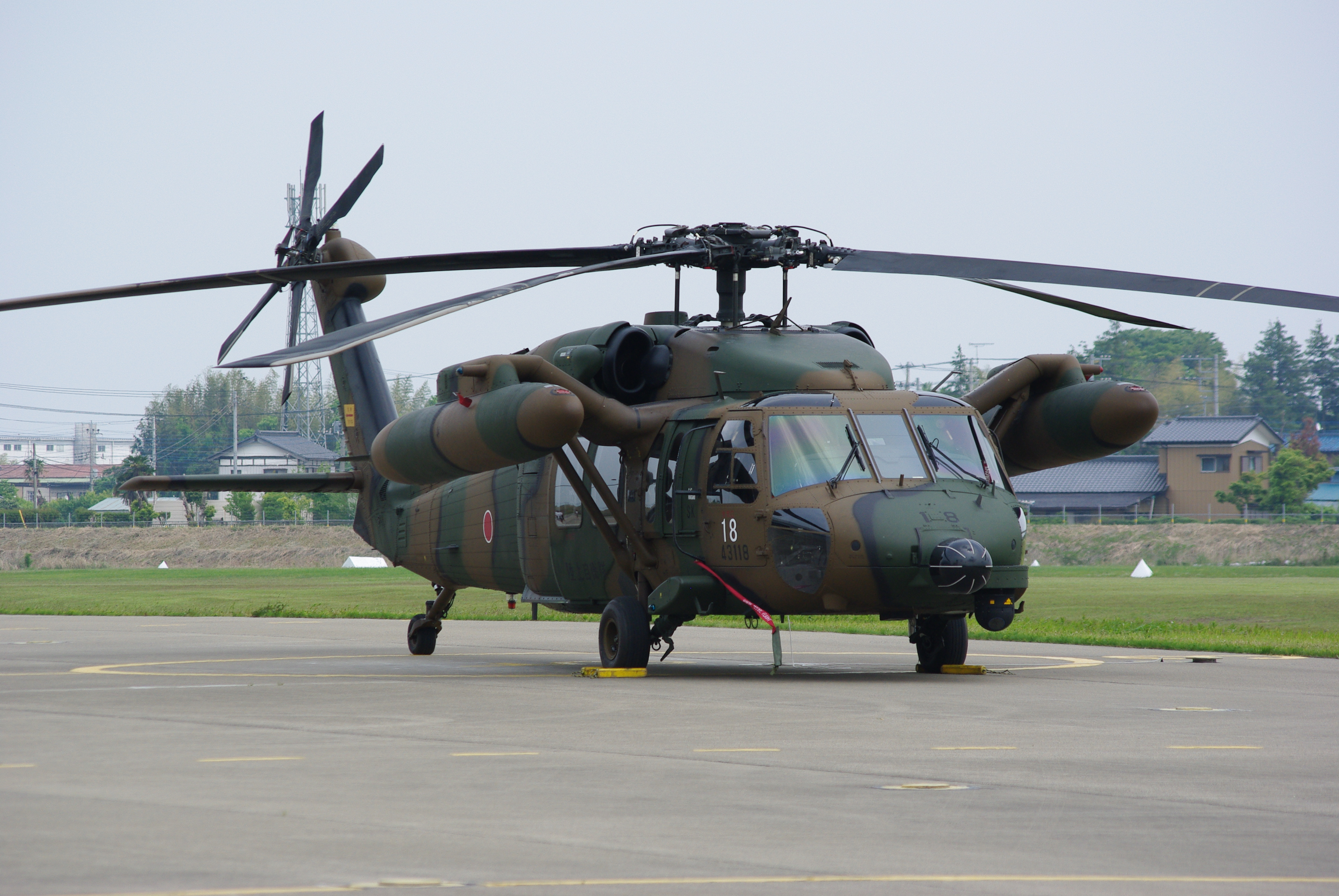
Японский армейский вертолёт UH-60JA

## Судостроение

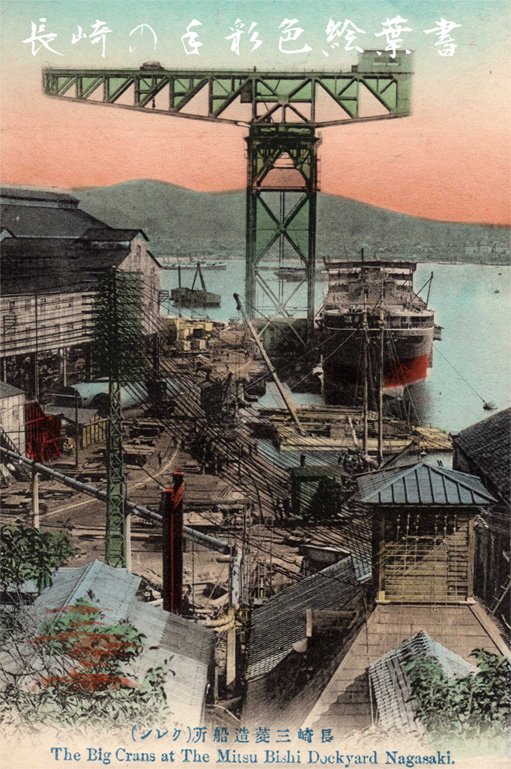
Большие подъемные краны на верфи Мицубиси в Нагасаки, период Мэйдзи

На настоящий момент судостроением и судоремонтом занимаются четыре компании концерна:
- Nagasaki Shipyard & Machinery Works (г. Нагасаки), включает в себя 4 завода: основной, завод в Кояги, завод в Саваймачи (в Нобеока) и завод в Исахэйа. На верфи строятся танкеры, газовозы (LNG и LPG), а также круизные суда[4].
- Kobe Shipyard & Machinery Works (г. Кобе), включает в себя 2 завода: основной завод и завод в Футами. Специализируется на строительстве подводных лодок и глубоководных аппаратов[5].
- Shimonoseki Shipyard & Machinery Works (г. Симоносеки, префектуры Ямагути). Судостроением занимается завод в Еноура. Специализаия: паромы, ролкеры, суда специального назначения такие как кабелеукладчики и исследовательские суда, алюминиевые скоростные катера. На втором заводе — Яматочи, производится оборудование, в том числе судовое[6].
- Yokohama Dockyard & Machinery Works (г. Иокогама) специализируется на судоремонте. Завод Хонмоку располагает тремя сухими доками, одним плавдоком, 7-ю причальными стенками и имеет 10 кранов[7].

В 1965 году вступили в строй советского морского флота специализированные газовозы «Кегумс» и «Краслава», построенные на верфи MHI в Хиросиме. Каждое судно перевозило в четырех сферических цистернах примерно по 1000 тонн сжиженных газов (пропана и бутана).
На верфи Mitsubishi Heavy Industries для советского морского флота была заказана серия из 8 танкеров типа «Л» («Лисичанск»): «Луганск», «Лебедин», «Лихославль», «Лубны», «Люберцы», «Люблино», «Ленино», «Луховицы» дедвейтом 34 985 т. Последнее судно серии «Луховицы» вступило в эксплуатацию в октябре 1965 года.
За 2012 год корпорацией на всех заводах: построено 19 судов дедвейтом 1 646 509 тонн (из них 15 для иностранных заказчиков), заложено 17 судов дедвейтом 821 510 тонн (из них 10 для иностранных заказчиков).
1 января 2018 года в рамках реорганизации судостроительного бизнеса MHI были созданы дочерние компании Mitsubishi Shipbuilding Co., Ltd. и Mitsubishi Heavy Industries Marine Structure Co., Ltd.

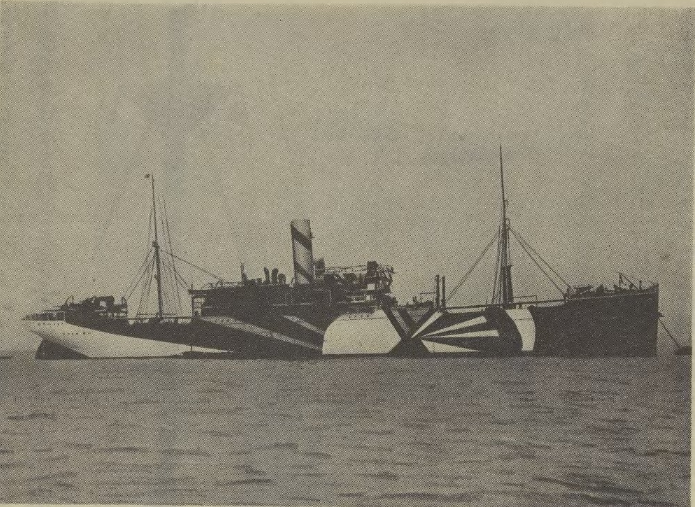
Пассажирский пароход Hirano Maru, построен на верфи Mitsubishi Shipbuilding & Engineering Co. в Нагасаки в начале XX века
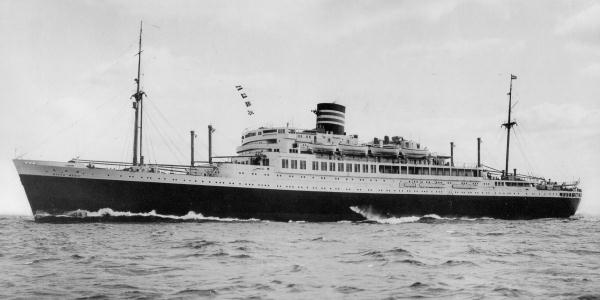
Лайнер Nitta Maru, построен на верфи Mitsubishi Shipbuilding & Engineering Co. в Нагасаки в 1940 году
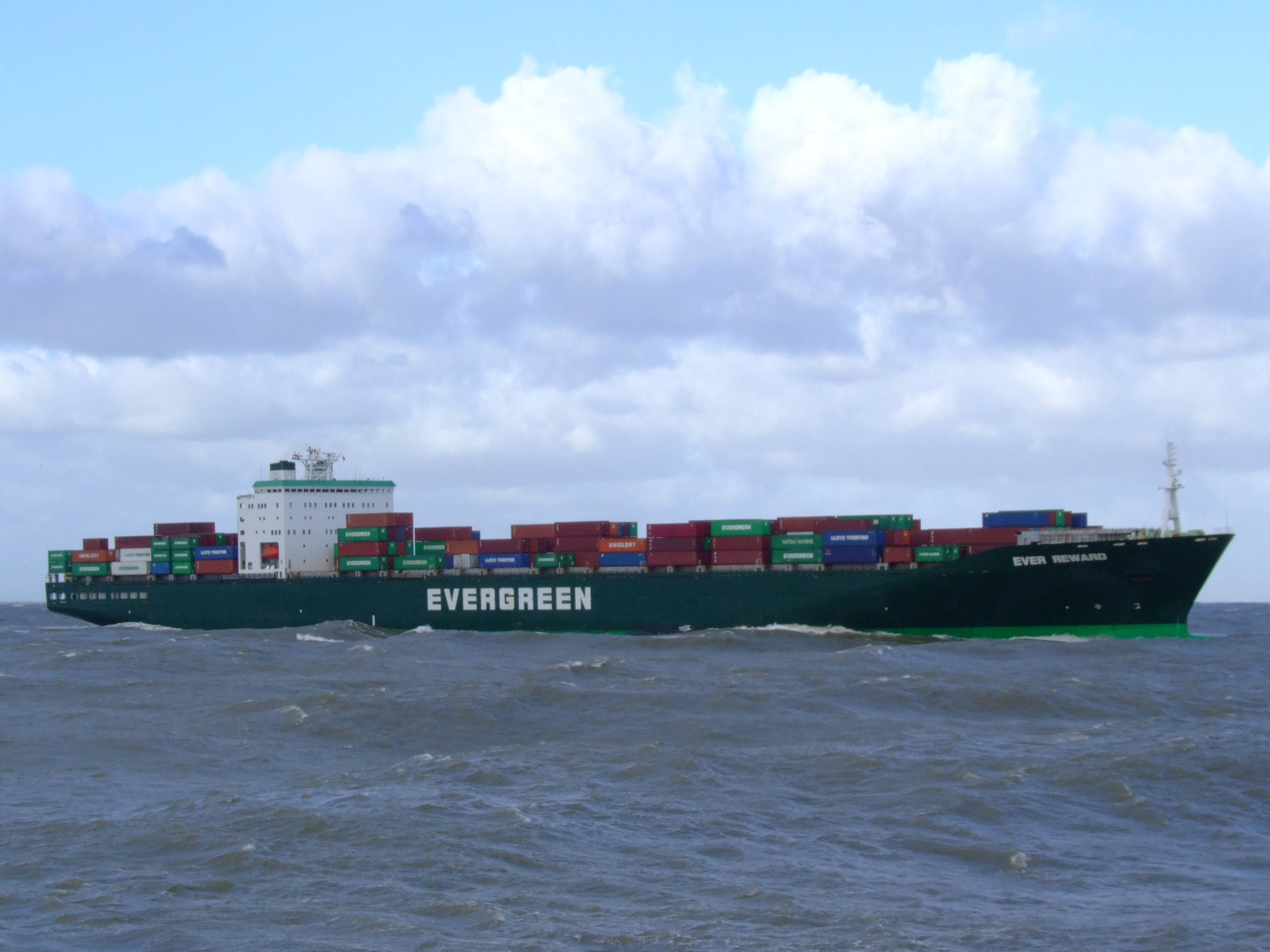
Контейнеровоз Ever Reward (IMO 9055462), построен на верфи в Кобе в 1994 году
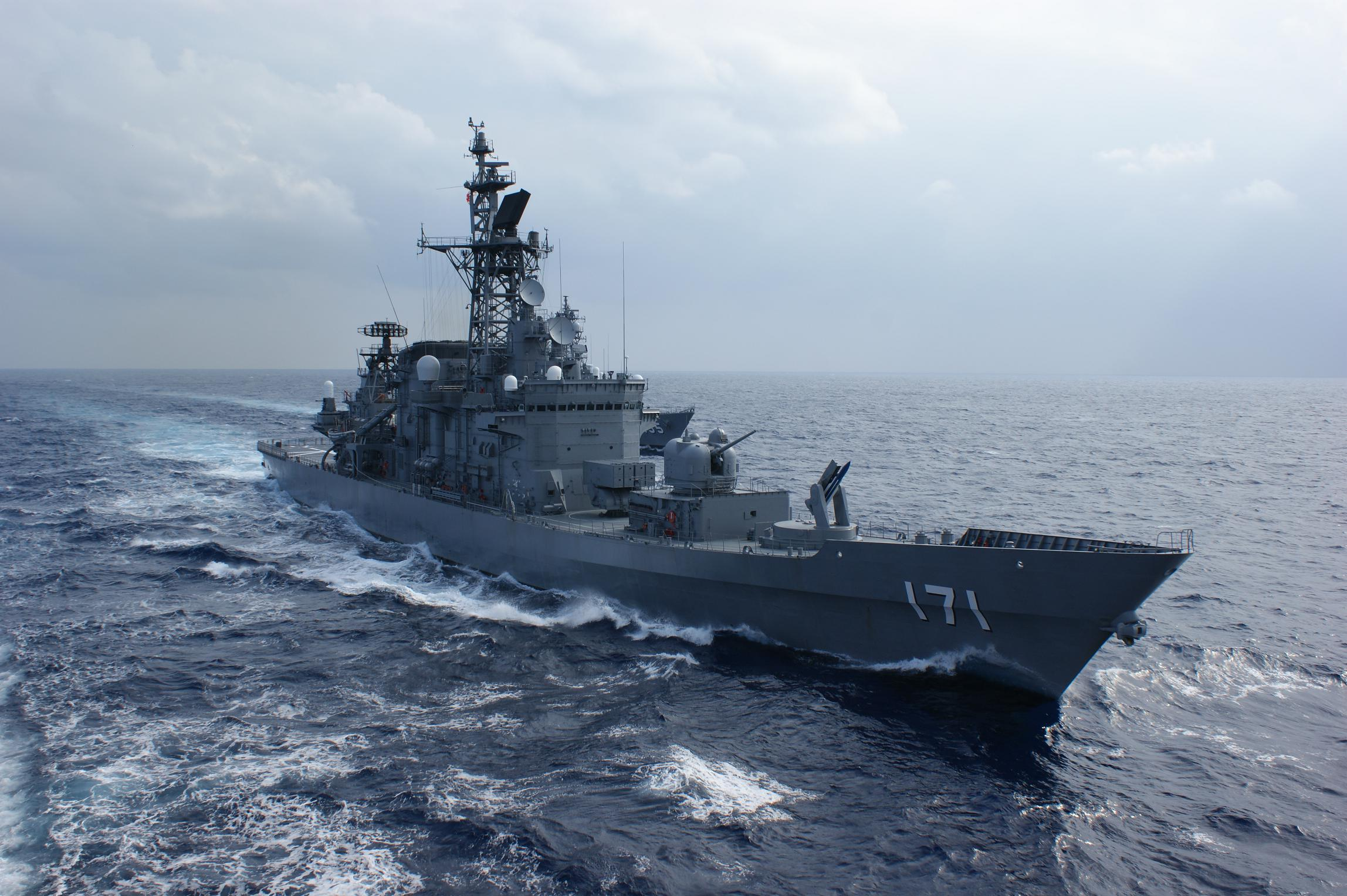
Эскадренный миноносец «Хатакадзэ» (DDG 171), построен на верфи в Нагасаки в 1986 году
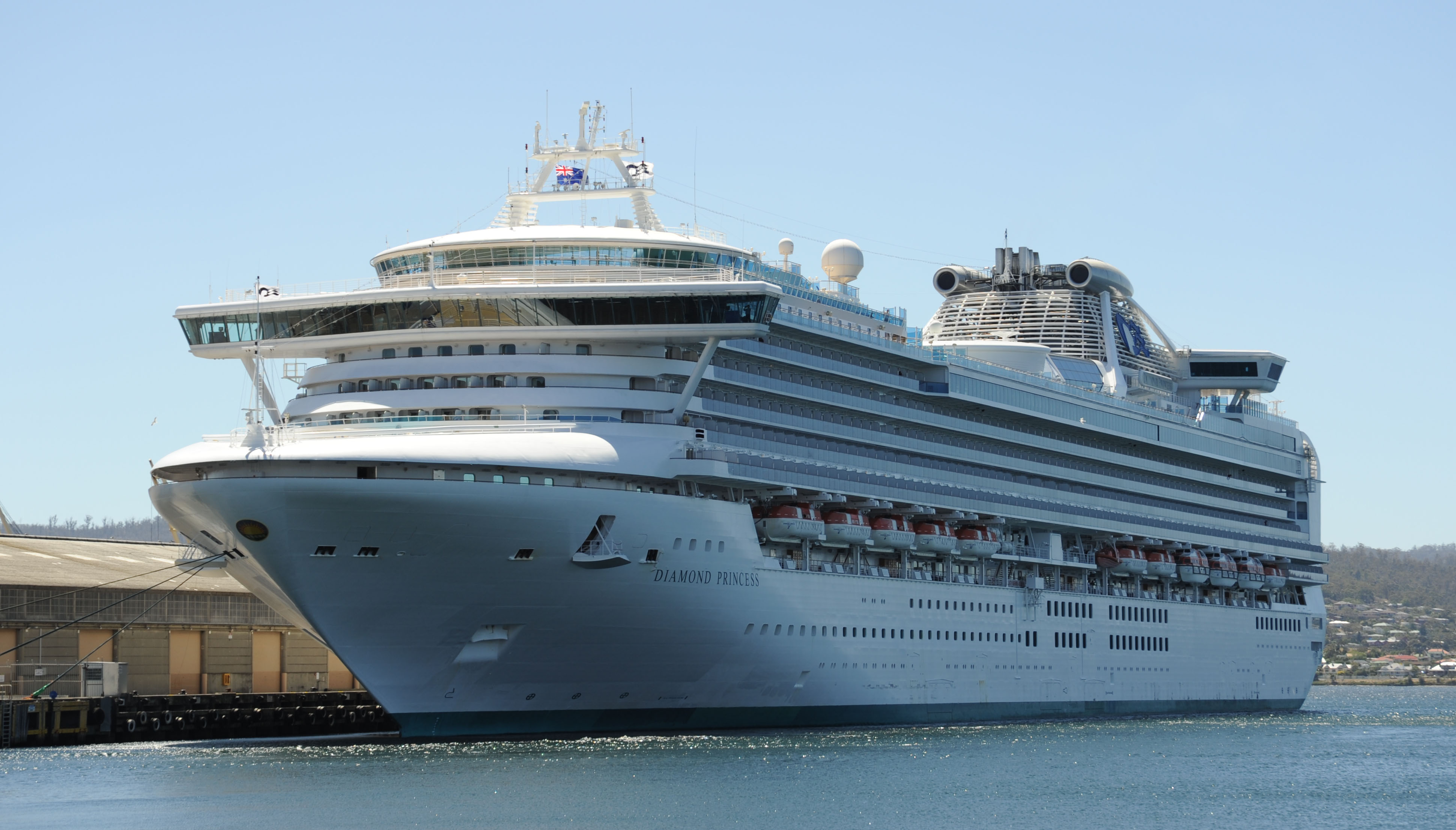
Лайнер Diamond Princess, построен в 2004 году